# Phyllonorycter juglandicola
Phyllonorycter juglandicola är en fjärilsart som först beskrevs av Kuznetzov 1975.  Phyllonorycter juglandicola ingår i släktet guldmalar, och familjen styltmalar.
Artens utbredningsområde är Kazakstan. Inga underarter finns listade i Catalogue of Life.